# Idolul și Ion Anapoda
Idolul și Ion Anapoda este o piesă de teatru de comedie tragică în trei acte din 1935 scrisă de dramaturgul român George Mihail Zamfirescu. Este o „comedie amară” (subtitlul piesei) despre căutarea fericirii.
Prima reprezentație la Teatrul de Stat din Oradea a avut loc la 25 aprilie 1958.
La  Teatrul Național din București a fost pusă în scenă în 1980 (în regia lui Ion Cojar), 2006 (regia Ion Cojar) și 2018  (regia Dan Puric).
Dan Puric consideră că eroul principal al piesei, Ion Anapoda (pe care l-a și interpretat), „este un fel de Pygmalion al lui George Bernard Shaw, în dimensiune românească. Este teatru, în cel mai frumos sens clasic, care strânge în sine armonie, echilibru și face bine publicului[...] În căutarea sufletului pereche, a fericirii și a înțelegerii, Ion Anapoda dă dovadă de iubire, generozitate și încredere în valorile morale, din această cauză el pare „anapoda” într-o lume în care prietenia, dialogul și devotamentul și-au pierdut sensul.”

## Prezentare
București 1929.
Toate personajele piesei sunt în căutarea fericirii. Ion este funcționar la o bancă din București, dar este considerat de toți un om anapoda deoarece nu folosește înșelătorii și subtilități ca toți ceilalți. Mătușa Stăvăroaia caută fericirea în amintirile sale, amintește mereu de răposatului ei soț, maior de roșiori. În schimb, Mioara și Valter caută fericirea prin parvenire. Frosa e femeie de serviciu în casa văduvei Stăvăroaia, ca și Ion ea este un suflet pur, dar lumea o siliște să poarte o mască. Cei doi găsesc împreună fericirea prin iubire, cinste și omenie.
Inițial Ion și Valter, care lucrează la aceeași bancă din București, sunt rivali deoarece sunt îndrăgostiți amândoi de Mioara, nepoata mătușei Stăvăroaia, la care stau amândoi cu chirie. Subdirectorul băncii, un om mai în vârstă, numit de Ion și Valter „Moartea obosită”, încearcă să o seducă pe naiva Mioara, care visează vile și bani și merge cu acesta la plimbare, la film, sperând că o va cere de nevastă. Pentru a-l discredita pe subdirector, Ion și Valter falsifică câteva scrisori anonime și îl plătesc pe Aristotel Matac ca să de dea drept un fost camarad al răposatului ofițer Octavian Stavăr, totul pentru ca acesta să le invite pe mătușa Stăvăroaia și nepoata Mioara la logodna fiicei sale cu... subdirectorul. Mioara află cine este cu adevărat subdirectorul și începe o legătură amoroasă cu Valter. Ion vrea să se sinucidă, dar o vede pe Frosa care coboară din odaia Mioarei unde s-a coafat și s-a aranjat. Frosa seamănă cu idolul din visul lui Ion și cei doi se îndrăgostesc unul de celălalt.

## Personaje
- Ion, un om anapoda, funcționar la o bancă din București,[4] chiriaș în casa Stăvăroaiei care o iubește tot pe Mioara[3]
- Mioara, o nepoată frumoasă și proastă a Stăvăroaiei
- Valter, un băiat deștept; funcționar la o bancă din București, alt chiriaș în casa Stăvăroaiei, care o iubește tot pe Mioara[3]
- Icu Dănicel, o haimana inteligentă
- Stăvăroaia, o mătușă care n-a renunțat încă la viață; mare amatoare de tabinet;[4] văduva unui brav ofițer român; este mătușa Mioarei[3]
- Frosa, idolul din vis; ea este femeie de serviciu în casa văduvei Stăvăroaia
- Aristotel Matac, un musafir nepoftit; acesta a fost plătit de Ion și Valter ca să de dea drept un fost camarad al răposatului ofițer Octavian Stavăr[3]

## Ecranizare
Piesa a fost adaptată pentru televiziune în 1971 de regizorul Aurel Cerbu, cu actorii Dora Cherteș, Nineta Gusti și Mariella Petrescu.
Piesa a mai fost adaptată pentru televiziune în 1991 de regizorul Constantin Dicu. În această comedie muzicală au interpretat actorii Leopoldina Bălănuță, Manuela Ciucur, Dana Dembinski, Dinu Manolache, Mitică Popescu, Șerban Celea, Dorin Varga și Valeriu Arnăutu. Cântecele au fost compuse de Dani Constantin pe versuri de Octavian Sava.

## Teatru radiofonic
- 1958 - Idolul și Ion Anapoda Adaptare de Raluca Zamfirescu și Mihai Zirra, regia artistică Mihai Zirra; cu actorii Radu Beligan ca Ion, Raluca Zamfirescu ca Frosa, Silvia Dumitrescu-Timică ca Stăvăroaia, Iarodana Negrin ca Mioara, Virgil Popovici ca Valter, Ionescu Gion ca Aristotel și Mitzura Arghezi ca Icu Dănicel.[9][10]